# Rednitzhembacher Kunstweg
Der Rednitzhembacher Kunstweg ist ein Skulpturenweg im mittelfränkischen Rednitzhembach. Die Künstler stammen aus Deutschland und anderen Ländern. Die Kunstwerke sind über den gesamten Ort verteilt.
Der Kunstweg hat eine Länge von über acht Kilometern; alle Kunstwerke sind zu Fuß in etwa zweieinhalb Stunden zu besichtigen. Alternativ gibt es noch zwei kürzere Wanderwege, welche allerdings nicht alle Skulpturen beinhalten.

## Entstehung
1994 wurde von Bürgern Rednitzhembachs eine rund zwei Tonnen schwere Holzfigur des Schwabacher Künstlers Clemens Heinl, der Holzmoh (oder auch Zwei Tonnen Angst in Eiche genannt) gestiftet und an der Rednitz aufgestellt. 1995 kam das Kunstwerk Schütze mit Apfel von Thomas Volkmar Held (TEVAUHA) hinzu und im September des Jahres 2000 dann das Sternentor von Klaus Leo Drechsel.
Im Jahr 2000 wurde beschlossen, die Zahl der Plastiken zu erweitern und einen Kunstweg zu gestalten. Mehrere Künstler schufen bei einem Symposium im Bauhof von Rednitzhembach ihre Werke. Mitgewirkt haben daran etablierte Künstler aus der Region, denen interessierte Bürger Rednitzhembachs und ganze Schulklassen über die Schulter schauen konnten.
Seitdem kamen kontinuierlich weitere Kunstwerke hinzu.

## Kunstwerke
| Objektname            | Künstler                                                      | Entstehungsjahr | Material                    | Standort                        |
| --------------------- | ------------------------------------------------------------- | --------------- | --------------------------- | ------------------------------- |
| Der große Knoten      | Sabine Mädl, Verena Reimann                                   | 2007            | Edelstahlrohr               | Kreisverkehr                    |
| Emotion               | Wolfgang Weinmann                                             | 2012            | Edelstahl – Rostplatten     | Rother Straße                   |
| Gesichter (Stele)     | J.R. Vollrath, Ungarn                                         | 2002            | Holz, geschnitzt und bemalt | Friedhof                        |
| Lebenswege (Kreuz)    | Klaus Leo Drechsel                                            |                 | Holz, bemalt                | evang. Kirche                   |
| Schütze und Apfel     | Thomas Volkmar Held                                           | 1995            | Eisenplatten                | Schule                          |
| Holzmoh               | Clemens Heinl                                                 | 1994            | Holz                        | Rednitzinsel                    |
| Schulchor             | Fritz Desroches                                               |                 | Gemälde                     | Hauptschule                     |
| Klangrad              | Verena Reimann                                                |                 | Marmor & Kupfer             | Bootsanlegestelle               |
| Rat-Schlag            | Thomas Volkmar Held                                           | 2000            | Metall                      | Schulsportanlage                |
| Begegnungen           | Esther Shevach, Israel                                        |                 |                             | Walpersdorfer Straße            |
| Unbenannt             | Volker Hamann                                                 | 2001            | Holz, Feuer                 | Walpersdorfer Straße            |
| Die vier Elemente     | Anja Lößel, Fritz Desroches, Reinhard Bienert, Sven Hegenwald | 2000            | Gemälde                     | Walpersdorfer Straße            |
| LichtVier             | Hermann Drescher                                              | 2000            | Eisenrohre                  | Trafohaus                       |
| Tausendfüßler         | Ulrich Hallmeyer                                              | 2000            | Holz                        | Spielplatz am Feuerwehrhaus     |
| Sternentor            | Klaus Leo Drechsel                                            |                 |                             | Schlittschuhweiher Rednitzgrund |
| Die Welle             | Sabine Mädl                                                   |                 | Stahl / Edelstahl           | Mündungsbereich Mainbach        |
| Wasserträger          | Johannes L.M. Koch                                            |                 | Stahl                       | Rednitzgrund                    |
| Sonnenuhr             | Günther Eckert                                                |                 | Jura-Kalkstein              |                                 |
| Gedankenflug          | Alfred Opl                                                    |                 | Eiche                       | Rednitzgrund                    |
| Die Waldkolonie       | Ulrich Hallmeyer                                              |                 | Eiche                       | Rednitzgrund                    |
| Durchbruch            | Christoph Geiger                                              |                 | Sandstein                   | Wiesenweg                       |
| In die Weite          | Sabine Mädl                                                   | 2006            | Stahl / Edelstahl           |                                 |
| Schnecken             | Stephan R. Schnertz                                           |                 | Holz & Farbe                | Wald                            |
| Kugelrund             | Michael Pickl                                                 | 2007            | Eiche                       | Wald                            |
| Schwebende            | Johannes L.M. Koch                                            |                 | Stahl                       | Mühlgründel                     |
| Steinblütenfeld       | Franz Pröbster Kunzel                                         |                 | Steine                      |                                 |
| Mann im Mastkorb      | Johannes L.M. Koch                                            | 2007            | Stahl                       |                                 |
| Die Sitzende          | Thomas Volker Held                                            |                 | Stahl                       | Bläserturm                      |
| Mann und Frau         | Michael Pickl                                                 |                 | Eiche & Farbe               | Hirtenhaus                      |
| Ameisen               | Ulrich Hallmeyer                                              | 2007            | Eiche & Stahl               |                                 |
| semen lunae           | Klaus Leo Drechsel                                            |                 | Edelstahl, Antikglas        | Bahnhof                         |
| Lichtbogen            | Herr Gunkel                                                   |                 | Metall                      | Bahnhof                         |
| Ruhender Knabe        | Holger Lasse                                                  | 2006            | Elbsandstein                |                                 |
| Ohne Namen            | Reinhard Fuchs                                                |                 | Stein                       | Sparkasse                       |
| Lebensalter           | Clemens Heinl                                                 |                 | Eiche & Farbe               | Rednitzgarten                   |
| Kommunikation         | Friedrich Popp                                                |                 | Stahl                       | Hembacher Straße                |
| Die Ringer            | Béla Faragó                                                   |                 | Gemälde                     | Foyer des Gemeindezentrum       |
| Blick über die Reling | Ursula Rössner, Jürgen Eckart                                 |                 | Gemälde                     | Grund- und Hauptschule          |